# Білоцерківський марафон
Білоцерківський марафон — міжнародне змагання з бігу на марафонську дистанцію, яке щорічно проводиться у першу неділю жовтня в місті Біла Церква Київської області.
Старт-фінішна зона розташована недалеко від дендропарку «Олександрія». Сертифікована Міжнародною федерацією легкої атлетики траса пробігу проходить центральними вулицями міста, зокрема Олександрійським бульваром. В рамках змагань проводяться також старти на дистанції-супутники для дорослих і для дітей.

## Історія та результати марафону

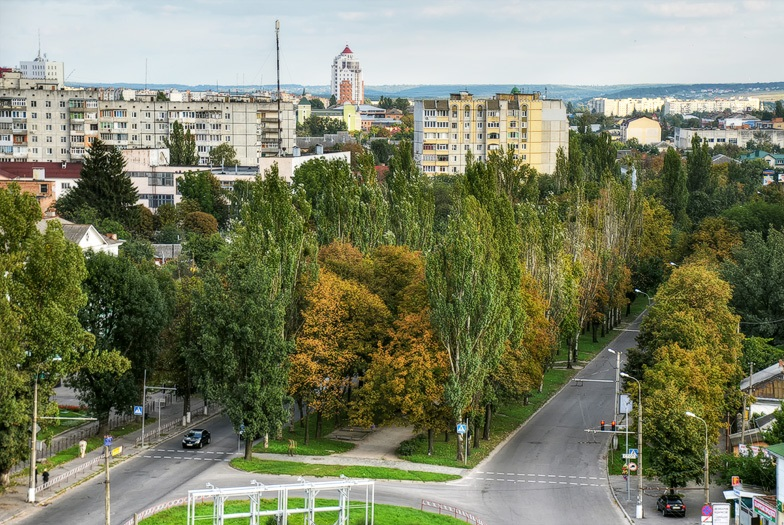
Олександрійський бульвар — місце проведення Білоцерківського марафону

- 1987 — відбувся перший Білоцерківський марафон. На його трасі був проведений Кубок СРСР з марафонського бігу. Переможцями стали Ігор Браславський (Одеса, Україна), що подолав дистанцію з результатом 2.10.04, і Любов Клочко (Запоріжжя, Україна), яка показала результат 2.25.25[2].
- 1988 — в Білій Церкві пройшли Всесоюзні змагання, переможцями яких стали Сергій Яненко (Чернівці, Україна) — 2.15.13 та Віра Сухова (Ленінград, Росія) — 2.30.09[2].
- 1989 — Біла Церква прийняла учасників Чемпіонату СРСР. Серед чоловіків перемогу завоював Віктор Мозговий з м. Могильов, Білорусь — 2.13.21, а серед жінок першою до фінішу прибігла Любов Клочко, показавши результат 2.28.47[2].
- 1991 — на трасі Білоцерківського марафону був проведений Чемпіонат СРСР і Спартакіада народів СРСР[ru]. Переможцями стали Володимир Буханов (Одеса, Україна) — 2.13.46 і Мадіна Біктагірова[ru] (Брест, Білорусь) — 2.32.02. Того ж року Білоцерківський марафон був названий найкращим спортивним заходом року в СРСР[2].
- 1992–2007 — марафон не проводився.
- 2008 — відновлено традицію проведення марафону. Відтоді в Білій Церкві щорічно проводиться Чемпіонат України з марафонського бігу. Переможцями стали Олексій Рибальченко (Маріуполь, Україна) — 2.18.13 та Олена Білощук (Хмельницька область, Україна) — 2.39.51, котра встановила рекорд України серед молоді[2].
- 2009 — Чемпіонат України. Переможцями стали Олексій Рибальченко (Маріуполь, Україна) — 2.17.55 та Ганна Пешкова (Дніпро, Україна) — 2.47.55[3].
- 2010 — Чемпіонат України. Переможцями стали Василь Ремщук (Вінницька область, Україна) — 2.15.13 та Ольга Котовська (Рівненська область, Україна) — 2.34.03[4].
- 2011 — Чемпіонат України. Переможцями стали Олексій Сітковський (Донецьк, Україна) — 2.09.26 (кращий результат Європи 2011 року) та Марія Кисилева (Новосибірськ, Росія) — 2.38.43. Окрім основної дистанції 42 км 195 м були також проведені забіги на 10 верст (10,614 км)[5].
- 2012 — Чемпіонат України. Переможцями стали Ігор Олефіренко (Біла Церква, Україна) — 2.14.56 та Світлана Станко (Рівненська область, Україна) — 2.39.47[6][7].
- 2013 — Чемпіонат України. Переможцями стали Ігор Олефіренко (Біла Церква, Україна) — 2.14.10 та Світлана Станко (Рівненська область, Україна) — 2.40.05[8].
- 2014 — Чемпіонат України. Переможцями стали Роман Романенко (Дніпропетровська область, Україна) — 2.14.50 та Олена Білощук-Попова (Хмельницька область, Україна) — 2.40.07. Окрім основної дистанції 42 км 195 м були проведені марафон-естафета 4х10 верст (10,5705 км +10,527 км +10,527 км + 10,5705 км), напівмарафон (21,141 км), забіги на 10 верст (10,614 км) для дорослих, 2 версти (2,270 км) для дітей 10-17 років, ⅓ версти (0,340 км) для дітей 7-9 років і 10 саженів (21,34 метрів) для дітей до 7 років. Відтоді Білоцерківський марафон почав проводити свої змагання у всіх цих категоріях[9].
- 2015 — XII «Білоцерківський марафон», відкритий чемпіонат України по марафонському бігу. У змаганнях взяли участь близько 700 дітей та 500 дорослих з 10 країн світу. Переможцями стали Ігор Олефіренко (Біла Церква, Україна) — 2.12.04 та Ольга Котовська (Рівненська область, Україна) — 2.35.35[10].
- 2016 — Чемпіонат України. Переможцями стали Сергій Марчук (Сумська область, Україна) — 2.22.19 та Вікторія Хапіліна (Київська область, Україна) — 2.37.46[11][12].
- 2017 — Чемпіонат України. У змаганнях взяли участь близько 1500 учасників з 6 країн світу. Переможцями стали Андрій Онищенко — 2.41.56 та Олена Хашко — 3.19.16[1].
- 2018 — проведення змагань XV Білоцерківського марафону заплановано на 7 жовтня 2018 року[13].

## Дистанція
Білоцерківський марафон проводиться на кількох дистанціях:
- марафон (42,195 км) — дорослі
- напівмарафон (21,0975 км) — дорослі
- 5 верст (5,274 км) — дорослі
- марафон-естафета 4х10 верст (10,54875 км) — дорослі
- 2 версти (2,2 км) — діти 10-17 років
- ⅓ версти (0,3 км) — діти 7-9 років
- 10 саженів (21,34 м) — діти до 7 років